# Софронов, Пётр Николаевич
Пётр Николаевич Софронов (1922—2006) ― участник Великой Отечественной войны, снайпер, уничтожил 42 солдата и офицера противника.

## Биография
Родился в 1922 году в селе Чукар Сунтарского улуса Якутии.
Окончив семилетнюю школу работал счетоводом в колхозе «Партизан». Потом районный комитет ВЛКСМ предложил ему остаться жить и работать в Орджоникидзевском районе счетоводом в колхозе «Коммунизм».
Мобилизован в ряды Красной Армии в июле 1941 года Орджоникидзевским РВК. Обучался на краткосрочных курсах снайперов в Читинской области.
Воевал в 108-й отдельной разведывательной роте 182-й стрелковой дивизии 11-й армии. Затем, в составе уже 41-й гвардейской дивизии 2 Прибалтийского фронта освобождал Эстонию, Латвию и Польшу. Три раза был ранен, но после госпиталя снова возвращался в строй. Но после четвёртого ранения получил заболевание, осложненное тубркулезом и был демобилизован по состоянию здоровья. На родину вернулся в 1944 году.
По собственным подсчетам Софронова он уничтожил около 150 солдат и офицеров противника. По официальным данным — 42 ликвидированных немецко-фашистских захватчиков.
За боевые заслуги награждён орденом Великой Отечественной войны I степени, медалями «За отвагу», «За оборону Ленинграда», «За победу над Германией». До 1948 года жил в Покровске, затем работал звероводом и кадровым охотником совхоза «Тит Ары» в Оленексом районе.